# Vampire: The Masquerade – Bloodlines
«Vampire: The Masquerade – Bloodlines» (скорочено Bloodlines або VTMB) — рольова відеогра для Windows, розроблена компанією Troika Games та видана Activision у 2004 році. Подібно до Vampire: The Masquerade — Redemption, гра теж використовує правила настільної рольової гри Vampire: The Masquerade, події якої відбуваються у вигаданому всесвіті World of Darkness, але вона не є продовженням вищезазначеної гри. Вона стала другою грою після Half-Life 2, що використовувала рушій Source. Гравець має можливість досліджувати ігровий світ використовуючи вид як від першої, так і від третьої особи.

## Світ гри
Події гри відбуваються у Лос-Анджелесі зі всесвіту World of Darkness, тому гравець відвідає такі відомі місця як Голлівуд, пірс Санта-Моніки, Чайна-таун, Обсерваторія Гриффіта, але у грі вони виглядають похмуріше, зокрема завдяки готичній архітектурі. Саме у дощовій Санта-Моніці головний герой або героїня отримає свою першу квартиру. Усі події гри відбуваються уночі, оскільки денне світло смертельне для вампірів.
Стиль гри є сумішшю готики та кіберпанку, у якому нічні клуби у вигляді готичних соборів межують з хмарочосами, а масивні чорно-білі телевізори зустрічаються не рідше, ніж мобільні телефони.

### Маскарад та фракції
У світі World of Darkness існує кодекс поведінки Маскарад, який створили вампіри для безпеки свого існування. Не усі вампіри його прийняли, і це призвело до винекнення трьох фракцій — Камарильї, Анархів та Шабашу, які мають три різні ідеології, і ведуть між собою боротьбу за владу та території.

### Сюжет
Сюжет гри розповідає про долю однієї звичайної людини, стать якої можна обрати під час створення персонажу, яку без її згоди перетворили на вампіра. Незабаром після цього вона потрапляє до рук Принца, представника фракції вампірів Камарилья у місті Лос-Анджелес. Спочатку її хотіли стратити, оскільки вона став результатом порушення одного з правил Маскараду, бо той хто її перетворив на вампіра не отримав на це дозвіл Принца міста, але проти цього виступив представник фракції Анархів, Найнз Родрігес, і їй дозволили жити. Відразу після цього, Принц дає їй завдання зустрітися зі своїм агентом у Санта-Моніці, який повідомить її про подальші дії.
Сюжетні квести гравець буде отримувати від Принца Лакруа, але їхнє виконання може залежати від інших персонажів. Рішення гравця у діалогах та квестах вплинуть на доступні йому кінцівки гри, яких всього 5.

## Ігровий процес
На початку гри гравець повинен створити свого персонажа, обравши його клан, стать, опціональну передісторію та витратити доступні одиниці досвіду на персоніфікацію його умінь, характеристик та дисциплін. Це можна зробити як напряму так і пройти опитування, за результатами якого гравцеві буде запропонований клан зі вже витраченими одиницями досвіду. Вибір клану впливає на всю подальшу гру, у деяких випадках приводячи до серйозних змін ігрового процесу. Наприклад, обравши клан Носферату, гравець не зможете вільно пересуватися вулицями міста, оскільки члени цього клану мають жахливу зовнішність.

### Рольова система
Основною особливістю рольової системи гри є відсутність нагороди за вбивства, усі одиниці досвіду для розвитку персонажа гравець отримує за виконання завдань, при чому не лише за завершення самого завдання, але й за успішні дії під час виконання завдання, наприклад захист Маскараду, або прохід рівня без вбивств.

#### Клани
Гравець може обрати один із семи кланів, кожен зі своїми особливостями та схильностями :
Тремер, чаклуни крові
Вентру, вампірська аристократія
Бруха, войовничі анархісти
Носферату, потвори, які ховаются під землею
Тореадори, митці та артисти
Гангрели, близькі до звірів дикуни
Малкавіани, божевільні пророки

#### Характеристики та дисципліни
Однією з ключових особливостей розвитку персонажа є Дисципліни — унікальні вампірські сили. Кожен клан у грі володіє трьома дисциплінами, кожна з яких має 5 рівнів розвитку, причому кожен наступний коштує дорожче за попередній.

### Дизайн рівнів
Локації гри можна розділити на хаби (hub), до яких належать переважно квартали міста, у якому зараз перебуває гравець, локації місій, на які гравець потрапить за головним сюжетом або для виконання завдань від інших персонажів гри, та приміщення. Локації-завдання як правило дозволяють пройти рівень, або виконати завдання декількома шляхами. Наприклад, щоб потрапити до якогось приміщення можна спробувати вмовити, залякати, звабити, взяти під контроль охоронця, знайти вентиляційну шахту або каналізаційний люк, які ведуть до приміщення, спробувати прошмигнути повз охоронця використовуючи потайність або навіть невидимість, та звичайно, пробитися з боєм. Доступні шляхи залежать від здібностей персонажа та вампірських дисциплін, які доступні його клану.

## Підтримка спільноти

### Патчі
Єдиний офіційний патч для гри оновлює її до версії 1.2 та прибирає критичну помилку, яка трапляється при виході з локації "Leopold society" і робить подальшу гру неможливою. Через деякий час після виходу гри, з'явився VTMB Unnoficial patch, яким спочатку займався колишній співробітник Тройки Ден Апрайт, а тепер підтримує один з фанів гри, Wesp. Патч має два варіанти, «базовий» та «плюс». Перший виправляє безліч помилок усіх видів, другий на додачу до цього змінює баланс та деякі квести, і додає ті предмети й можливості, які були створені розробниками, але з якихось причин не доступні у самій грі. Всі версії патчу починаючи з 6.0 включають у собі офіційний патч, тому можуть встановлюватися на будь-яку версію гри. Остання версія Неофіційного патчу наразі 9.1.

### Моди
Для гри існують як прості набори нових скинів для персонажів так і повноцінні моди, з новими квестами, персонажами та механіками, наприклад VTMB: Camarilla Edition та Clan Quest Mod. VTMB Companion Mod дозволяє створювати партію з неігрових персонажів та віддавати їм накази.